# Renflouement
 (avril 2021).
Si vous disposez d'ouvrages ou d'articles de référence ou si vous connaissez des sites web de qualité traitant du thème abordé ici, merci de compléter l'article en donnant les références utiles à sa vérifiabilité et en les liant à la section « Notes et références ».

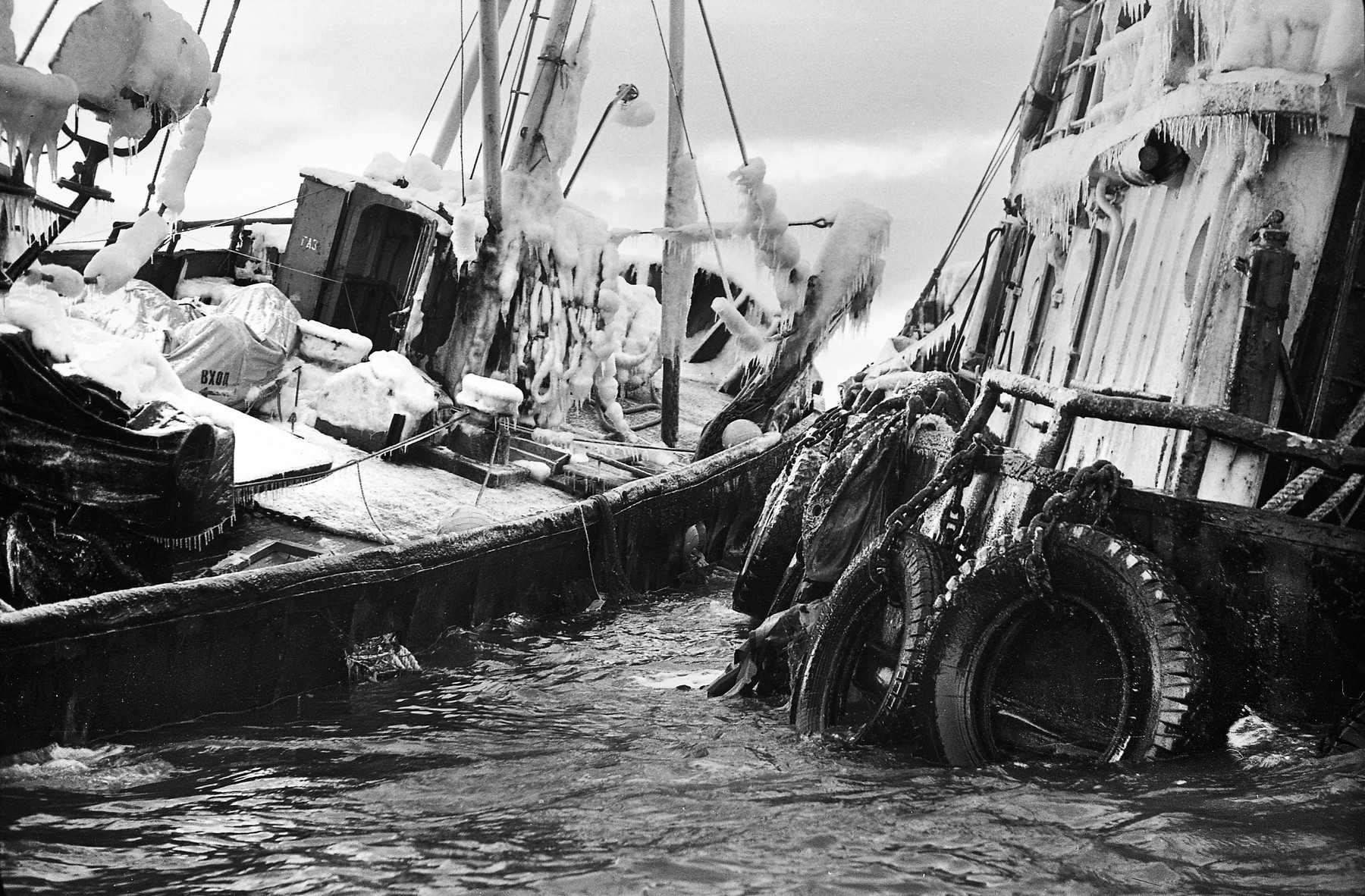
Renflouement de navires en Estonie. 1973, Jaan Künnap

Le renflouement ou renflouage d'un navire coulé, ou déséchouage s'il est échoué est l'opération qui consiste à le remettre entièrement à flot, ou du moins à lui conférer une flottabilité suffisante pour que le pont dépasse la surface de l'eau, pour pouvoir le remorquer. On le fait lorsque les coûts du sauvetage et de la remise en état du navire sont inférieurs à la valeur d'un bateau similaire. Un renflouement doit aussi parfois se faire lorsque l'épave constitue un obstacle à la navigation. Dans ce cas, il se peut qu'il soit économiquement préférable de ne pas renflouer le navire, mais de le démolir sur place, y compris au moyen d'explosifs.
Il y a une grande diversité de situations de navires échoués ou coulés. Les moyens utilisés pour renflouer dépendent du type de navire, de son chargement, de la nature du fond, du régime des marées, des conditions météorologiques, de sa situation géographique ainsi que bien sûr des moyens disponibles. Il existe de nombreuses sociétés de renflouage, mais ce sont les Néerlandais qui ont les techniques les plus sophistiquées.

## Comment renflouer
Le renflouement s’appuie sur le principe d'Archimède, selon lequel un navire flotte si le volume d'eau dont il prend la place a un poids supérieur à son propre poids.
Il faut soit hisser le navire grâce à des câbles d'un ponton-grue, soit lui donner de la flottabilité afin qu'il remonte à la surface.
La première méthode ne peut s'appliquer qu'aux navires de petite taille, les pontons-grues étant limités par la charge à soulever.
En cas de houle assez forte, ce moyen ne peut être utilisé car les câbles se détendraient pour se retendre subitement, en fonction du positionnement du bateau, soit au creux soit au sommet d'une vague, ce qui aurait de grandes chances de rompre les élingues. De plus, ces barges ne sont pas prévues pour opérer en mer profonde.
Lorsqu'un navire coulé se retrouve sur un fond de vase exerçant une force de succion, on peut creuser une fouille autour du navire. Un navire en acier peut être relié à une source de courant continu, ayant pour effet de produire des bulles d'hydrogène créant un écran entre la vase et le navire coulé.

## Méthode de renflouement
L'une des plus anciennes techniques de renflouement utilise la force de la marée.
- Le navire coulé est raccordé par des cordages à des pontons, à marée basse.
- À marée haute, le navire sera soulevé approximativement d'une hauteur égale à l'amplitude de la marée.
- Pendant la pleine mer, on déplace le ponton avec l'épave accrochée vers un fond plus haut, ainsi les amarres pourront être raccourcies à marée basse.
- L'opération est à renouveler jusqu'à ce que la coque du navire atteigne la surface.
- Cette technique ne peut être utilisée, bien entendu, que sur de très grandes étendues d'eaux sujettes à des marées significatives.
- De plus, elle n'est utilisable que pour des profondeurs assez modestes, avec un haut fond à proximité : la remontée étant particulièrement lente avec une possibilité toutes les 12 heures environ.

Une autre méthode plus moderne consiste à utiliser des enveloppes étanches spécialement conçues (en forme de montgolfière).
- Dans un premier temps, on coule les ballons remplis d'eau et on les fixe très solidement à l'objet à renflouer.
- Ensuite on chasse l'eau en gonflant les ballons avec de l'air envoyé sous pression par des tuyaux ou à l'aide de bouteilles de gaz sous pression.
- Les ballons ainsi gonflés d'un fluide bien moins lourd que l'eau, exercent une traction vers la surface (poussée d'Archimède).
- Il suffit d'adapter le nombre de ballons et le gonflage de ceux-ci afin de remonter n'importe quel objet ou machine aussi lourde soit elle, du fond d'une étendue d'eau même très profonde.

Si un navire possède peu de fissures, des plongeurs vont rendre étanches certains compartiments et les remplir d'air augmentant ainsi la flottabilité du navire, afin qu'il remonte seul.

## Renflouements célèbres

### Dans l'art
- La péniche Louise-Catherine, œuvre de Le Corbusier et propriété de l'artiste Madeleine Zilllhardt dans les années 1930, coulée lors d'une crue de la Seine en février 2018, a été renflouée à Paris, dans le 13e arrondissement[1].

### Dans l'industrie
- Les navires doivent être souvent renfloués après des tempêtes ou des accidents[2], nécessitant un processus complexe[3], par exemple lors du renflouement de l'Ecume II, en Normandie[4].